# 极乐鸟 (植物)
极乐鸟（學名：Kalanchoe beauverdii），是伽蓝菜属下的一个种，为肉质植物。葉子交互對生，光滑。
极乐鸟由雷蒙德尔·哈梅特（Raymondl Hamet）于1907年描述并命名。它作为一种多年生植物，可以长到3至5米。
这种植物原产于马达加斯加和葛摩。